# Metazeunerita
La metazeunerita es un mineral uranilo-arseniato, por tanto dentro de la clase de los minerales fosfatos, y dentro de esta pertenece al llamado «grupo de la metaautunita». Fue descubierta en 1937 en una mina cerca de la localidad de Schneeberg, en la cordillera de los Montes Metálicos del estado de Sajonia (Alemania), siendo nombrada así por su relación con la zeunerita.

## Características químicas
Es un arseniato de uranio y cobre o uranilo-arseniato de cobre, hidratado. Como el resto de minerales del grupo de la metaautonica en el que se encuadra su estructura molecular es en capas de arseniato y uraniato.
Forma una serie de solución sólida con el mineral metatorbernita (Cu(UO2)2(PO4)2·8H2O), en la que la sustitución gradual del arsénico por fósforo va dando los distintos minerales de la serie.

## Hábito
Cristales rectangulares a tabulares, o piramidales terminados en punta. Comúnmente de caras rugosas y estriadas horizontalmente. También es muy común el hábito foliado en forma de agregados micáceos.
Es común que aprezcan maclados merohédricamente.
Presenta crecimiento sobre cristales de trögerita y uranospinita, con ejes paralelos.

## Formación y yacimientos
Es un mineral raro que se forma como mineral secundario en la zona de oxidación de yacimientos de uranio de alteración hidrotermal enriquecidos en arsénico.
Suele encontrarse asociado a otros minerales como: torbernita, trögerita, walpurgina, uranospinita, eritrina, mimetita, farmacosiderita, olivenita o calcofilita.

## Usos y precauciones
Puede ser usado como mena del uranio, que por presentar radiactividad debe ser manipulado con las debidas precauciones.